# Desilu Productions
Desilu Productions est une société de production de télévision américaine créée en 1951 par les comédiens Desi Arnaz et Lucille Ball (d'où son nom Desi Lu). Desilu a produit de nombreuses séries télévisées à succès telles que I Love Lucy (1951-1957), Les Incorruptibles (1959-1963), et les premières saisons de The Andy Griffith Show, Star Trek, Mannix et  Mission impossible. 
Les premiers studios de Desilu sont situés sur Cahuenga Boulevard à Hollywood, sur le site qui correspond aujourd'hui au studio Ren-Mar. Dans ces studios est tourné le premier épisode de I Love Lucy. En 1956, la compagnie rachète les studios de la RKO et y installe ses productions.
À la suite du divorce du couple en 1962, Ball rachète les parts d'Arnaz dans la société. En 1967, elle la revend à Gulf+Western, qui la fusionne avec une autre de ses compagnies, Paramount Pictures, et la renomme Paramount Television. En 2004, le catalogue de Desilu fait partie du conglomérat de médias Viacom.